# アルトゥル・ヴワディスワフ・ポトツキ
アルトゥル・ヴワディスワフ・ユゼフ・マリア・ポトツキ（Artur Władysław Józef Maria Potocki, 1850年6月14日 - 1890年3月26日）は、オーストリア＝ハンガリー（二重帝国）のポーランド人貴族、実業家、政治家。伯爵。

## 略歴
アダム・ユゼフ・ポトツキ伯爵とその妻のカタジナ・ブラニツカ伯爵夫人の間の長男として、クシェショヴィツェで生まれた。父方の曽祖父は小説家ヤン・ポトツキ、母方の曽祖父はヘトマンのフランチシェク・クサヴェリ・ブラニツキ、義理の叔父（母の妹の夫）は詩人ジグムント・クラシンスキ、従伯父はツィスライタニエン首相を務めた政治家アルフレト・ユゼフ・ポトツキ、弟はガリツィア総督のアンジェイ・カジミェシュ・ポトツキである。
クラクフ、パリ、ブレスラウ（現在のポーランド領ドルヌィ・シロンスク県ヴロツワフ）で教育を受けた。1881年にガリツィア王国議会議員となり、1889年に終身の帝国貴族院議員となった。クラクフ政界における保守派の若手指導者であり、特に東ガリツィアの保守派閥（Podolacy）に支持基盤を持っていた。ポトツキは経済関係の活動に熱心で、1887年のガリツィア全国ストライキの主導者であったほか、クラクフ農業経営者協会の会長やクラクフの勧業銀行の社長を務めた。ルドルフ皇太子の友人の1人でもあった。
ポトツキはクシェショヴィツェ、スタシュフ、ミェンジェフフ（Mędrzechów）、ビャワ・ツェルキェフ（現在のウクライナ領キエフ州ビーラ・ツェールクヴァ）の領主であった。1877年にルージャ・ゾフィア・ルボミルスカ公女（1860年 - 1881年）と結婚し、間に娘を2人もうけた。